# مطار قهرمان مرعش
مطار قهرمان مرعش (بالتركية: Kahramanmaraş Havalimanı)‏ هو مطار في قهرمان مرعش، تركيا.

## شركات الطيران
| شركـات طيـران         | الوجهات                 |
| --------------------- | ----------------------- |
| الأناضول جت           | مطار إيسنبوغا الدولي    |
| خطوط بيغاسوس          | مطار صبيحة كوكجن الدولي |
| الخطوط الجوية التركية | مطار إسطنبول الدولي     |